# Akrosin
Akrosin, in einigen Publikationen auch Acrosin genannt, Symbol ACR, ist ein Enzym aus der Familie der Peptidasen. Die EC-Nummer ist 3.4.21.10.

## Vorkommen
Akrosin ist die Hauptproteinase im Akrosom reifer Spermien. Es handelt sich um einen typischen Vertreter der Serin-Proteinasen, mit einer dem Trypsin ähnlichen Spezifität. Im Akrosom befindet sich das inaktivierte Präkursor-Protein Proakrosin. Die aktive Form des Enzyms bewirkt die Auflösung (Lyse) der Zona pellucida, der Schutzhülle der Eizelle. Dies ermöglicht dem Spermium das Eindringen in die Eizelle.
Proacrosin ist im Verlauf der Spermatogenese erstmals bei den haploiden Spermatiden nachweisbar.
Das für das Protein Akrosin codierende Gen liegt beim Menschen auf Chromosom 22 Genlocus q13.3.

## Mit Akrosin verbundene Syndrome
Ein Mangel an Akrosin, beziehungsweise Proakrosin, führt bei Männern zur Unfruchtbarkeit.